# Strzelecki Track
Der Strzelecki Track ist eine unbefestigte Outback-Piste im Nordosten des australischen Bundesstaates South Australia. Er verbindet die Copley Lyndhurst Road in Lyndhurst mit dem Adventure Way in Innamincka.

## Geschichte
Der Name Strzelecki Track ist von der gleichnamigen Wüste und dem gleichnamigen Bach abgeleitet, die die Outbackpiste begleiten. Er geht auf den polnischen Entdeckungsreisenden Paul Edmund de Strzelecki zurück.
Der australische Viehdieb und Volksheld Harry Redford hat die 459 km lange Verbindung erstmals im Jahr 1870 genutzt, um eine 600 bis 1000 Tiere große Viehherde von Queensland nach South Australia bis zur Rinderfarm Blanchewater Station zu treiben, um sie dort zu verkaufen. Die Ruinen dieser Station sind vom Strzelecki Track aus zu sehen.

## Verlauf
In Lyndhurst zweigt die Piste von der Barndioota Road (B83) nach Osten ab und verläuft am Nordrand der nördlichen Flinderskette entlang. Dabei quert sie etliche Bäche. Nach 80 km zweigt eine Piste zum Mount Freeling nach Osten ab, während der Strzelecki Track seinen Weg nach Norden fortsetzt und den Dingozaun quert. Wenig später wendet er sich erneut nach Osten, passiert den Lake Blanche im Südosten und den Lake Callabonna im Nordwesten und biegt erneut nach Norden ab.
Von dort ab begleitet die Piste den Strzelecki Creek durch die gleichnamige Wüste nach Norden und überquert ihn bei Strzelecki Crossing. 10 km östlich der Siedlung Merty Merty trifft eine Piste von der Cameron Corner auf den Strzelecki Track. Von dieser Stelle ab folgte die Straße früher weiter dem Bach, führt aber heute direkt nach Norden, wo sie di Gas- und Ölfelder bei Moomba erschließt. In Moomba biegt die Straße scharf nach Osten ab, kreuzt den Strzelecki Creek und den Old Strzelecki Track erneut und erschließt auch das Gasfeld bei Della. Die letzten ca. 50 km führt der Strzelecki Track wieder nach Norden durch die Innamincka Regional Reserve, ein staatliches Schutzgebiet.
In Innamincka endet der Strzelecki Track. Der Cordillo Downs Track setzt seinen Weg nach Norden fort, während der Adventure Way die nahegelegene Grenze nach Queensland im Osten überschreitet. Der Coongie Track führt nach Nordwesten.

## Straßenzustand
Die Straße ist auf ihrer gesamten Länge unbefestigt. Wenngleich nicht empfohlen, kann sie heutzutage bei trockenem Wetter auch von normalen Fahrzeugen befahren werden.